# نبرد فرانکفورت
نبرد فرانکفورت (به انگلیسی: Battle of Frankfurt) یک نبرد چهار روزه برای به دست آوردن کنترل فرانکفورت در طول جنگ جهانی دوم بود. لشکر پنجم پیاده‌نظام حمله اصلی را اداره می‌کرد و لشکر ششم زرهی از آن‌ها پشتیبانی می‌نمود. شهر توسط سپاه هشتادم دفاع می‌شد.
لشکر پنجم پیاده‌نظام در ۲۲ مارس از راین عبور کرد و به سرعت یک پایگاه در آنجا ایجاد کرد. تا ۲۳ مارس، پنجمین پناهگاه خود را تا پنج مایلی شرق گسترش داد. این گسترش، لشکر پنجم پیاده‌نظام در ۱۴ کیلومتری جنوب غربی فرانکفورت قرار داد. در ۲۵ مارس، لشکر ششم زره‌پوش از راین در اپنهایم عبور کرد و به سمت شمال شهر حرکت کرد. در تاریخ ۲۶ مارس لشکر پنجم پیاده‌نظام به حوالی جنوب شهر رسیده و فرودگاه بین‌المللی فرانکفورت را تسخیر کرد. لشکر پنجم پیاده‌نظام و لشکر ششم زرهی به سمت جنوب شهر در رود ماین حرکت کردند. دو لشکر در ۲۷ مارس جنگ شهری را آغاز کردند. در ۲۹ مارس، شهر تحت کنترل آمریکا قرار گرفت؛ با این حال جنگ‌های پراکنده کوچک تا ۴ آوریل ادامه یافت.